# Lioptilodes salarius
Lioptilodes salarius là một loài bướm đêm thuộc chi Lioptilodes, có ở Argentina. Loài bướm này bay vào tháng 1, và có sải cánh khoảng 36 milimét. The specific name "salarias" refers tới Salar de Jama, from whence the species was collected.